# Opuntiaphila
Opuntiaphila är ett släkte av skalbaggar. Opuntiaphila ingår i familjen vivlar.
Kladogram enligt Catalogue of Life:
| Opuntiaphila | \| \| Opuntiaphila dilatata \| \| \| \| \| \| Opuntiaphila hubbardi \| \| \| \| |
|              | \| \| Opuntiaphila dilatata \| \| \| \| \| \| Opuntiaphila hubbardi \| \| \| \| |
|              | Opuntiaphila dilatata                                                           |
|              |                                                                                 |
|              | Opuntiaphila hubbardi                                                           |
|              |                                                                                 |